# 알데하이드 페레독신 산화환원효소
알데하이드 페레독신 산화환원효소(영어: aldehyde ferredoxin oxidoreductase) (EC 1.2.7.5)는 다음과 같은 화학 반응을 촉매하는 효소이다.
알데하이드 + H2O + 2 산화된 페레독신  ⇄  산 + 2 H+ + 2 환원된 페레독신
알데하이드 페레독신 산화환원효소의 3가지 기질은 알데하이드, H2O, 산화된 페레독신이며, 3가지 생성물은 산, H+, 환원된 페레독신이다. 알데하이드 페레독신 산화환원효소는 산화환원효소 부류에 속하며, 특히 공여체가 알데하이드 또는 옥소기이고 수용체가 철-황 단백질인 효소에 속한다. 알데하이드 페레독신 산화환원효소의 계통명은 알데하이드:페레독신 산화환원효소(영어: aldehyde:ferredoxin oxidoreductase)이다. AOR이라고도 한다. 알데하이드 페레독신 산화환원효소는 텅스텐 함유 단백질의 비교적 드문 예이다.

## 같이 보기
- 산화환원효소